# Giovanni Amadio
Giovanni Amadio (Controguerra, 15 ottobre 1890 – Pod Koriti, 19 agosto 1917) è stato un militare italiano, insignito della medaglia d'oro al valor militare alla memoria nel corso della prima guerra mondiale.

## Biografia
Nacque a Controguerra, provincia di Teramo, il 15 ottobre 1890,  figlio di Achille e di Diana D’Amario.  Frequentò le scuole secondarie ad Ascoli Piceno, dove conseguì il diploma di ragioniere studiando poi diritto amministrativo come privatista. Nel 1912 partecipò ad un concorso per conseguire il brevetto di segretario comunale, classificandosi al secondo posto su quaranta concorrenti. Svolgeva il ruolo di segretario capo  presso il comune di Chiarimonti, in Sardegna, quando il 15 maggio 1915, poco prima dell’entrata in guerra del Regno d'Italia, avvenuta il 24 dello stesso mese, fu arruolato nel Regio Esercito, assegnato come soldato semplice al 17º Reggimento fanteria della Brigata "Acqui". Prese parte alle operazioni per la conquista del margine dell’altopiano carsico, e promosso caporale, si distinse durante la battaglia degli Altipiani. 
A partire dal giugno 1916 frequentò il corso per Allievi Ufficiali di complemento presso la Scuola Militare di Modena, al termine del quale, nel mese di ottobre, fu nominato aspirante ed assunse il comando di una sezione di pistole-mitragliatrici. 
Trasferito con il suo reggimento nel settore del basso corso del fiume Isonzo, nelle vicinanze di Monfalcone, e li si distinse nel combattimento del 19 maggio 1917 a Hudi-Log, dove fu decorato della Medaglia di bronzo al valor militare per aver catturato con i suoi uomini un intero reparto austro-ungarico trinceratosi in una caverna. Il 19 agosto successivo, durante lo svolgimento dell’undicesima battaglia dell'Isonzo, mentre era al comando di una sezione mitragliatrici del II Battaglione cadde in combattimento a Quota 244 di Pod Koriti, sul Carso. Decorato inizialmente con una Medaglia d'argento al valor militare, essa fu poi trasformata in Medaglia d'oro con Regio Decreto 10 agosto 1923.
L'Esercito Italiano gli dedicò a Cormons (GO) una caserma che ospitò la 82º Fanteria corazzata "Torino" facente parte della Divisione "Folgore". La caserma venne chiusa alla fine del 2004 e smilitarizzata.

### Annotazioni
1. ↑  A Controguerra si trovava la casa dei nonni materni, mentre la sua famiglia era domiciliata a Montalto.

### Fonti
1. 1 2 3 4 5 6  Montalto Marche.
2. 1 2 3 4 5 6 7 8  Combattenti Liberazione.
3. 1 2 3 4 5 6  Amadio 1931, pp. 70-71.
4. ↑  Quirinale - scheda - visto 2 febbraio 2018